# Злота (гміна)
Гміна Злота (пол. Gmina Złota) — сільська гміна у східній Польщі. Належить до Піньчовського повіту Свентокшиського воєводства.
Станом на 31 грудня 2011 у гміні проживало 4737 осіб.

## Територія
Згідно з даними за 2007 рік площа гміни становила 81.70 км², у тому числі:
- орні землі: 79.00%
- ліси: 13.00%

Таким чином, площа гміни становить 13.36% площі повіту.

## Населення
Станом на 31 грудня 2011:
| Опис     | Загалом | Загалом | Чоловіки | Чоловіки | Жінки | Жінки |
| -------- | ------- | ------- | -------- | -------- | ----- | ----- |
| одиниця  | осіб    | %       | осіб     | %        | осіб  | %     |
| все      | 4737    | 100     | 2318     | 48.93    | 2419  | 51.07 |
| міське   | 0       | 100     | 0        |          | 0     |       |
| сільське | 4737    | 100     | 2318     | 48.93    | 2419  | 51.07 |

## Сусідні гміни
Гміна Злота межує з такими гмінами: Віслиця, Піньчув, Чарноцин.